# Žďárského hora
Žďárského hora (anglicky Mount Zdarsky) je hora na západním pobřeží Grahamovy země v Antarktidě. Je pojmenována po Matyáši Žďárském, zakladateli alpského lyžování.
Původně se Žďárského hora nazývala francouzsky Mont Garcia, jak ji asi v letech 1908–1910 pojmenovala Francouzská antarktická expedice vedená Jeanem-Baptistem Charcotem pravděpodobně v návaznosti na blízký mys Garcia (francouzsky Cap Garcia); tak byla zanesena do map. Sám Charcot později přenesl označení Cap Garcia k severnímu vstupu do zálivu Barilari, avšak hoře na jeho jižní straně název nechal. Aby se předcházelo záměnám s mysem Garcia, změnil roku 1959 výbor Spojeného království pro antarktické názvy (UK-APC) název hory na horu Žďárského.